# Борго Брунер-Дорида (Удине)
Борго Брунер-Дорида је насеље у Италији у округу Удине, региону Фурланија-Јулијска крајина.
Према процени из 2011. у насељу је живело 20 становника. Насеље се налази на надморској висини од -2 м.